# Личная медицинская книжка

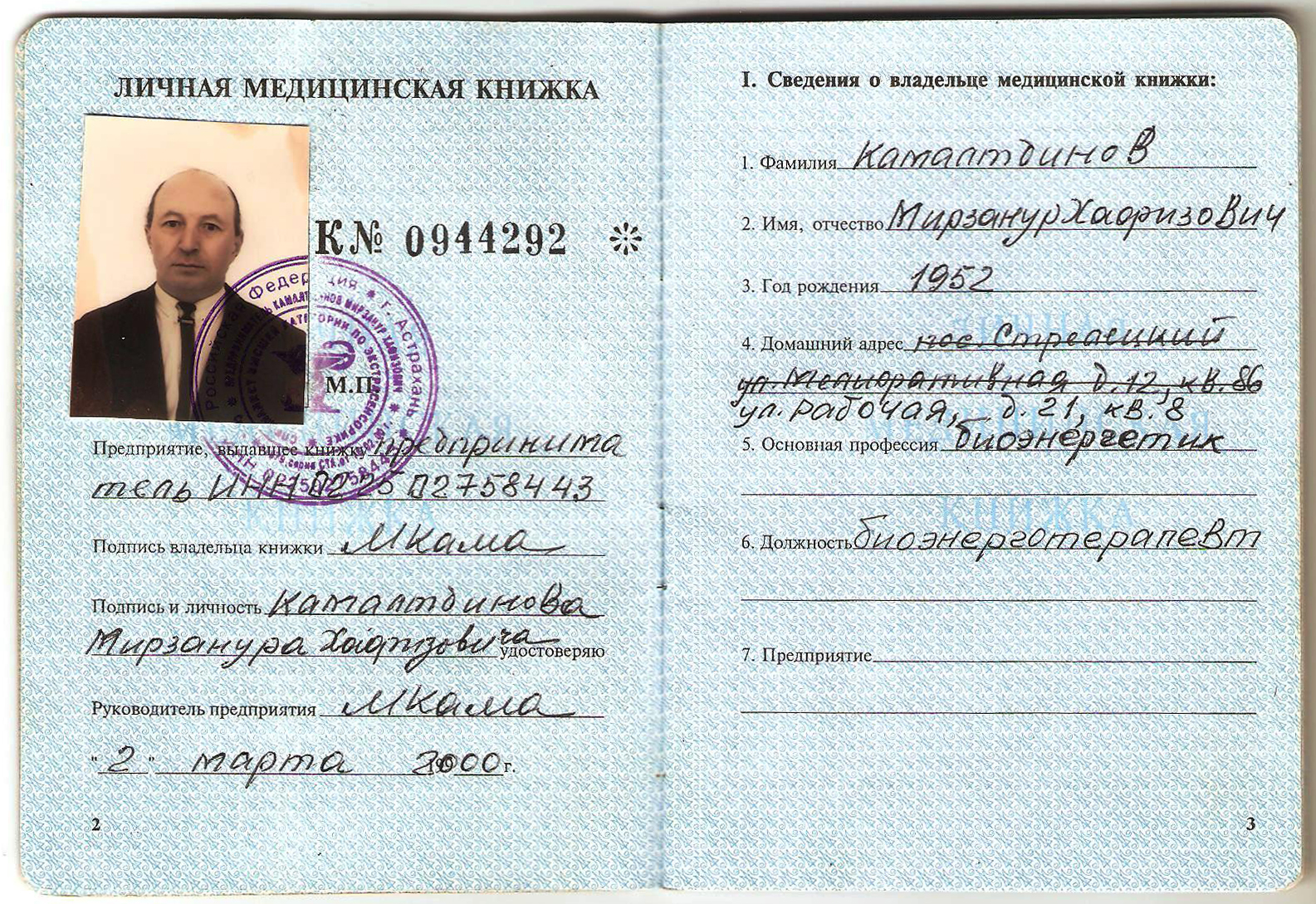
Образец книжки

Законодательство РФ (ст. 69, 213 ТК РФ) предусматривает обязательное медицинское освидетельствование для ряда категорий работников. Примерный перечень профессий, требующих наличия медкнижки, приведен в Письме Минздрава России от 07.08.2000 N 1100/2196-0-117, а также в приказе Федеральной службы по надзору в сфере защиты прав потребителей и благополучия человека № 402 от 20.05.2005 г. «О личной медицинской книжке». Согласно ТК РФ, медицинские осмотры осуществляются за счёт средств работодателя. 
Личная медицинская книжка выдаётся работникам организаций, деятельность которых связана, в частности:
- с медицинским обслуживанием населения, в т. ч. сотрудникам аптек и фармпроизводств;
- с транспортировкой, реализацией, производством и хранением пищевых продуктов и питьевой воды;
- с обучением и воспитанием детей;
- с бытовым обслуживанием населения, в т. ч. водителям пассажирского транспорта.

Для оформления медицинской книжки необходимы паспорт и фотография работника. В медицинском учреждении ему требуется пройти осмотр терапевта, дерматовенеролога, психиатра, нарколога (также, для некоторых профессий, стоматолога), сделать флюорографию и сдать необходимые анализы, в зависимости от сферы деятельности, это анализы на RW, мазок на ЗППП, анализ кала на яйца гельминтов, энтеробиоз, кишечные инфекции, кровь на вирусный гепатит, посев на стафилококки из носоротоглотки и пр. Иногда требуется пройти курс гигиенического просвещения (санминимум) очно или заочно. После прохождения курса проводится аттестация и в медицинскую книжку вклеивается голограмма.
Выдавать личные медкнижки могут центры гигиены и эпидемиологии, либо медицинские организации, имеющие лицензию Департамента здравоохранения.
Для отметки о каждом медицинском обследовании или осмотре врача отведен специальный раздел. Всего их двенадцать:
- I. Личные данные работника.
- II. Отметки о переходе на работу в другие организации.
- III. Отметки о перенесённых инфекционных заболеваниях.
- IV. Отметки о профилактических прививках.
- V. Заключение врача о допуске к работе по результатам медицинского обследования.
- VI. Результаты обследования на туберкулез.
- VII. Результаты исследования на носительство возбудителей кишечных инфекционных заболеваний.
- VIII. Результаты лабораторных исследований и осмотра дерматовенеролога.
- IX. Результаты исследования на гельминтозы.
- X. Результаты исследования на носительство возбудителей дифтерии.
- XI. Результаты исследования на носительство патогенного стафилококка.
- XII. Профессиональная гигиеническая подготовка и аттестация.
- ХIII. Вакцинация (категории работников, подлежащих обязательной вакцинации, указаны в приказе Министерства здравоохранения РФ № 125н от 21.03.2014 г.).

Работники некоторых отраслей проходят также другие обследования, например тест на ВИЧ.
Ранее, во времена СССР, употреблялось название «личная санитарная книжка», или просто «санитарная книжка (санкнижка)», оставшееся после в обиходном употреблении и в постсоветское время.